# 結婚 (1993年の映画)
『結婚』（けっこん）は、1993年の日本映画。通信販売会社「セシール」が初製作した結婚を題材としたオムニバス映画。鈴木清順監督「陣内・原田御両家篇」、恩地日出夫監督「佐藤・名取御両家篇」、長尾啓司監督「中井・鷲尾御両家篇」の3話からなる。1993年4月24日に公開された。

## 陣内・原田御両家篇

### ストーリー
売れない役者・竹内尚也は、舞台で公演中に客席にいたNO.1女優・花村華子を見つける。舞台終了後、彼女に話しかけるといきなり結婚を迫られる。華子には、ある目論見があった。彼女は現在、同じ芸能人と不倫関係にあり、それをカモフラージュしようと尚也を利用したのだ。尚也はそうとは知らずに、高校時代の後輩・岩下舞に女の口説き方やなにやら聞きに行っていた。しかし、舞は尚也にずっと恋心を抱いていた。

### キャスト
- 岩下舞：原田知世
- 竹内尚也：陣内孝則
- 花村華子：原田貴和子
- 菅原：ベンガル
- テレビディレクター：大河内浩
- 井上の妻：左時枝
- 井上：峰岸徹
- 義川：原田芳雄

### スタッフ
- 製作総指揮：正岡道一
- 監督：鈴木清順
- 脚本：浦沢義雄
- 音楽：井上堯之
- 製作協力：ライトヴィジョン
- 製作：セシール
- 配給：松竹

### 主題歌
ダウン・タウン・ブギウギ・バンド「知らず知らずのうちに」（東芝EMI）

## 佐藤・名取御両家篇

### ストーリー
北海道のさびしい港町で古い映画館をきりもりする朝子は、高校の時の恋人・谷口のことを忘れられず一人きりでいた。そんな彼女を見守る隣家に住む漁師の裕一は、女房に逃げられ息子の裕次郎と二人で暮らしている。ある日、朝子は十年ぶりに町へ戻ってきた谷口と会うが…。

### キャスト
- 朝子：名取裕子
- 裕一：佐藤浩市
- 谷口：長谷川初範
- 治夫：武内亨
- 谷口伸彦：内藤武敏
- 久美：川上麻衣子
- 竹田：六平直政
- 裕次郎：比嘉武尊

### スタッフ
- 製作総指揮：正岡道一
- 監督：恩地日出夫
- 脚本：塩田千種
- 音楽：毛利蔵人
- 製作協力：ライトヴィジョン

### 主題歌
南こうせつ「夢の時間」

## 中井・鷲尾御両家篇

### ストーリー
宝石商を営む青年実業家・天童雅彦は、遺産問題も含め結婚を急かされていたが、仕事先のオーストラリアで芦屋の令嬢だという柳田絵里に出会い、一目で惹かれる。絵里もまた雅彦に好印象を持つが、実は令嬢というのは真っ赤な嘘で、本当は普通のOLであった彼女はバレないようにと姿を消してしまう。

### キャスト
- 天童雅彦：中井貴一
- 柳田絵里：鷲尾いさ子
- 水村輝代：池上季実子
- 中岡鉄幹：野々村真
- 河原美幸：戸川京子
- 叔母：松原智恵子
- 叔父：神山繁

### スタッフ
- 製作総指揮：正岡道一
- 監督：長尾啓司
- 脚本：桃井章
- 音楽：谷川賢作
- 製作協力：NCP

### 主題歌
- 杏里「ドルフィン・リング」（フォーライフ・レコード）